# 道の駅ことおか
道の駅ことおか（みちのえき ことおか）は、秋田県山本郡三種町鹿渡にある国道7号の道の駅である。愛称は土笛の里。

## 施設
- 駐車場
  - 普通車：99台
  - 大型車：24台
  - 身障者用：4台
- トイレ
  - 男：大 7器（2器）、小 17器（6器）
  - 女：16器（6器）
  - 身障者用：4器（1器）

※（）内は、24時間利用可能
- 公衆電話：1台
- 公衆FAX：1台
- 体験学習物産館・サンバリオ
  - 体験学習室
  - レストラン「たかいし野」（11:00 - 15:00）
  - 展望台
- 農産物直売所
- 公衆無線LAN

## 休館日
- 12月31日・1月1日

## アクセス
- 国道7号 - 登録路線
  - 秋田自動車道 琴丘森岳インターチェンジ
  - 秋田県道37号琴丘上小阿仁線
  - 秋田県道54号男鹿琴丘線